# Manuel López Mondragón
Manuel Ernesto López Mondragón (ur. 22 lutego 1983 w Veracruz) – meksykański piłkarz występujący na pozycji lewego obrońcy.

## Kariera klubowa
López Mondragón urodził się w Veracruz i jest wychowankiem tamtejszej drużyny CD Tiburones Rojos. Do seniorskiego zespołu został włączony w wieku 19 lat przez szkoleniowca Hugo Fernándeza. W meksykańskiej Primera División zadebiutował 3 sierpnia 2002 w przegranym 3:4 spotkaniu z Morelią. Po sezonie Clausura 2008 spadł z Veracruz do drugiej ligi. Ogółem w barwach klubu rozegrał 76 ligowych spotkań, nie wpisując się na listę strzelców.
Latem 2008 López Mondragón zasilił pierwszoligową Pueblę, której barwy reprezentował przez następne dwa lata, nie odnosząc jednak większych sukcesów. W rozgrywkach 2010/2011 ponownie występował w Veracruz, tym razem na zapleczu najwyższej klasy rozgrywkowej. Premierowego gola w seniorskiej karierze zdobył 25 września 2010 w przegranej 2:3 konfrontacji z Dorados. Latem 2011 powrócił do pierwszej ligi, podpisując umowę z Querétaro.
| Sezon     | Klub                        | Kraj   | Rozgrywki        | Mecze | Bramki |
| --------- | --------------------------- | ------ | ---------------- | ----- | ------ |
| 2002/2003 | Tiburones Rojos de Veracruz | Meksyk | Primera División | 16    | 0      |
| 2003/2004 | Tiburones Rojos de Veracruz | Meksyk | Primera División | 20    | 0      |
| 2004/2005 | Tiburones Rojos de Veracruz | Meksyk | Primera División | 11    | 0      |
| 2005/2006 | Tiburones Rojos de Veracruz | Meksyk | Primera División | 17    | 0      |
| 2006/2007 | Tiburones Rojos de Veracruz | Meksyk | Primera División | 6     | 0      |
| 2007/2008 | Tiburones Rojos de Veracruz | Meksyk | Primera División | 6     | 0      |
| 2008/2009 | Puebla FC                   | Meksyk | Primera División | 14    | 0      |
| 2009/2010 | Puebla FC                   | Meksyk | Primera División | 13    | 0      |
| 2010/2011 | Tiburones Rojos de Veracruz | Meksyk | Liga de Ascenso  | 29    | 1      |
| 2011/2012 | Querétaro FC                | Meksyk | Primera División |       |        |